# Тоно-Бенге
«Тоно-Бенге» (англ. Tono-Bungay) — реалистический полуавтобиографический роман английского писателя Герберта Уэллса, написанный в 1909 году.

## Сюжет
Роман рассказывает о Джордже Пондерво, студенте-учёном, который помогает с продвижением «Тоно-Бенге» — вредных стимуляторов, замаскированных под прекрасное лекарство от всех болезней, созданных его амбициозным дядей Эдвардом. На основе «Тоно-Бенге» создаются запатентованные лекарства. С ростом продаж новых лекарств растёт и социальный статус Джорджа, вознося его к богатствам и возможностям, о которых он никогда не думал и которые ему действительно необходимы…